# Half time Old
Half time Old（ハーフ・タイム・オールド）は、日本のロックバンドである。

## 概要
2011年9月に愛知県名古屋市で鬼頭大晴(Vo,)、小鹿雄一朗(G,)を中心に結成。イナズマロックフェス」出場を賭けた「イナズマゲート2013」、RO69JACK 14/15で優勝し、COUNTDOWN JAPAN14/15にも出場した。
2020年、スコット・ジョプリン「ジ・エンターテイナー」をアレンジした新曲「みんな自由だ」がau三太郎シリーズ第7弾のCMソングに起用された。
2021年8月25日、配信限定シングル「アセスメント」でユニバーサルミュージックアーティスツ/ZEN MUSICよりメジャーデビュー。
2025年1月24日、ユニバーサルミュージックアーティスツを退所し、独立して活動することを発表した。

## メンバー
鬼頭大晴(きとう まさはる)
ボーカル、ギター、Half time Oldの全ての楽曲の作詞・作曲を担当。1月1日生まれのAB型。好きなアーティストは、セカイイチ、FoZZtone サザンオールスターズ。
小鹿雄一朗(おじか ゆういちろう)
ギター、コーラス担当。好きな飲み物はカルピス。好きなアーティストは、LUNKHEAD、オアシス。
内田匡俊(うちだ まさとし)
ベース、コーラス、プログラミング担当。レフティ、5弦ベースを主に使用。他アーティストのライブサポートやレコーディングに参加することもある。

### 旧メンバー
鬼頭築(きとう きずき)
ベーズ担当。
阪西暢(さかにし よう)
ドラム担当。好きなアーティストは、ASIAN KUNG-FU GENERATION、星野源。

## ディスコグラフィ

### 配信シングル
| 枚  | 発売日         | タイトル     | 規格                   | 収録アルバム           |
| --- | -------------- | ------------ | ---------------------- | ---------------------- |
| 1st | 2020年1月13日  | みんな自由だ | デジタル・ダウンロード | ステレオアーモンド     |
| 2nd | 2020年12月16日 | エール       | デジタル・ダウンロード | ステレオアーモンド     |
| 3rd | 2021年8月25日  | アセスメント | デジタル・ダウンロード | ステレオアーモンド     |
| 4th | 2022年6月8日   | 知りたい     | デジタル・ダウンロード | 身体と心と音楽について |
| 5th | 2022年7月9日   | 暁光         | デジタル・ダウンロード | 身体と心と音楽について |
| 6th | 2023年7月8日   | 灯火         | デジタル・ダウンロード | ALPHA                  |

## タイアップ
| 曲名                 | タイアップ                                                                     |
| -------------------- | ------------------------------------------------------------------------------ |
| シューティングスター | 読売テレビ「マヨなか笑人」エンディングテーマ                                   |
| 『0』                | テレビ東京系「音流〜ONRYU〜」12月度エンディングテーマ                          |
| アウトフォーカス     | 読売テレビ「特盛!よしもと 今田・八光のおしゃべりジャングル」エンディングテーマ |
| アウトフォーカス     | AbemaTV「プロ野球・横浜DeNAベイスターズ主催公式戦」テーマソング                |
| 銃声と怒号           | テレビ東京系「プレミアMelodiX!」11月度エンディングテーマ                       |
| ミニマリスト         | テレビ埼玉「いろはに千鳥」エンディングテーマ                                   |
| ミニマリスト         | カンテレ「千原ジュニアの座王」1月度エンディングテーマ                          |
| スイッチバック       | スマホアプリ「桃太郎伝説 ⻤詣 岡山見聞録」TV-CMソング                          |
| 101分の1の本音       | 日本テレビ系「バゲット」8月エンディングテーマ                                  |
| 101分の1の本音       | 日本テレビ系「誰だって波瀾爆笑」エンディングテーマ                             |
| アナザーロード       | 日本テレビ系「バズリズム02」POWER PLAY                                         |
| アナザーロード       | 南海放送「キラリ！夜なカフェ」9月エンディングテーマ                            |
| アナザーロード       | 日本海テレビ系「オンガクお嬢」9月エンディングテーマ                            |
| みんな自由だ         | au三太郎「みんな自由だ」篇TV-CMソング                                          |
| エール               | カンロ ボイスケアのど飴「もっと届け応援ボイスキャンペーン」ソング              |
| ツキノトモ           | 日本テレビ系「バズリズム02」POWER PLAY                                         |
| アセスメント         | 「Top Of Campus 2021」応援歌                                                   |
| アセスメント         | YouTubeドラマ「世田谷ベランダの恋」主題歌                                      |
| SHALALA              | フジテレビ系「ジャンクSPORTS」エンディングテーマ                               |
| 暁光                 | 毎日放送「惑星のさみだれ」オープニングテーマ                                   |
| 灯火                 | テレビアニメ『シャドウバースF セブンシャドウズ編』オープニングテーマ           |
| モラトリアムカレソウ | 読売テレビ『今田耕司のネタバレMTG』エンディングテーマ                          |
| 革命の音             | 東海テレビ開局65周年記念ドラマ「江戸からきたキラくん」主題歌                   |
| フラミンゴ           | BSよしもと「発信Live ジモトノチカラ！」10月度エンディングテーマ                |

## ミュージックビデオ
| 公開日     | 監督        | 曲名                         | 備考               |
| ---------- | ----------- | ---------------------------- | ------------------ |
| 2014/04/13 | 愛甲なつみ  | 嵐の中で貴方に向けた歌       |                    |
| 2014/04/27 |             | ハウスダスト (short ver.)    |                    |
| 2014/08/11 | 愛甲なつみ  | Mr.パトリオット              |                    |
| 2015/11/27 | キツネツキ  | 21世紀にも鐘は鳴る           | 女優：キトウリカコ |
| 2016/03/03 |             | ウェイバーモンキー (LIVE MV) |                    |
| 2016/08/05 | 井上哲央    | アンチヒーロー               |                    |
| 2016/10/20 | 井上哲央    | シューティングスター         |                    |
| 2017/11/19 | 宮平守壱郎  | 『0』                        |                    |
| 2017/12/06 | 宮平守壱郎  | アウトフォーカス ※           |                    |
| 2018/10/19 | 宮平守壱郎  | 銃声と怒号                   |                    |
| 2018/11/06 | 宮平守壱郎  | ミニマリスト                 |                    |
| 2019/08/19 | 宮平守壱郎  | アナザーロード               |                    |
| 2019/09/02 |             | 愛の真ん中                   |                    |
| 2020/01/05 | au          | みんな自由だ (フルver.)      |                    |
| 2020/09/21 | 宮平守壱郎  | ツキノトモ                   |                    |
| 2020/10/17 | 宮平守壱郎  | 雛の歌                       |                    |
| 2020/10/27 | 宮平守壱郎  | my^2                         |                    |
| 2020/12/16 | 宮平守壱郎  | エール                       |                    |
| 2021/08/25 | スミス      | アセスメント                 |                    |
| 2021/10/27 | 松永侑      | なにもの                     |                    |
| 2021/11/13 | NANOISM     | スターチス                   |                    |
| 2022/06/08 | 宮平守壱郎  | 知りたい                     | リリックビデオ     |
| 2022/07/09 | Toya Aono   | 暁光                         |                    |
| 2022/09/28 | 999         | STORY TELLER                 |                    |
| 2023/07/08 | 川口敬一郎  | 灯火                         |                    |
| 2023/11/15 | Shuichiro.m | モラトリアムカレソウ         |                    |

※:100万再生達成作品